# نوباء خيرية
نوباء خيرية (الاسم العلمي:Alternaria cheiranthi) هو نوع من الفطريات يتبع جنس النوباء من الفصيلة البوغيانية.